# Thirty Seconds to Mars-diszkográfia
Az amerikai Thirty Seconds to Mars rockegyüttes diszkográfiája jelenleg 3 stúdióalbumból, 3 középlemezből, 10 kislemezből, 4 promóciós kislemezből és 10 videóklipből áll. Az együttes 1998-ban kötötte meg szerződését az Immortal Records és Virgin Records kiadókkal. Első lemezük, a 30 Seconds to Mars három évvel később jelent meg. Az album a 107. helyig jutott a Billboard 200-on, míg a Top Heatseekers albumlista élére került. Az album mellé két kislemez jelent meg, a Capricorn (A Brand New Name), valamint az Edge of the Earth, utóbbi top 10-es lett a UK Rock Chart-on. Előbbi 31. lett a Mainstream Rock Tracks listán, és vezette a Heatseekers Song listát. Az évek során az albumból több mint kétmillió példány kelt el világszerte.
A második albumukat, az A Beautiful Lie-t négy kontinens öt országában rögzítették egy hároméves időszak során. Az album felkeltette az érdeklődést az együttes iránt, az Egyesült Államokban és Olaszországban platinalemez lett, más országokban pedig arany minősítést kapott. A lemez mellé négy kislemez jelent meg: Attack, The Kill, From Yesterday és A Beautiful Lie. Az Attack az alternatív rádióadókon legtöbbször játszott dal lett az első hetében, míg a The Kill új rekordot állított fel a Hot Modern Rock Tracks történetében – 50 hétig szerepelt a listán, ezalatt a harmadik helyig jutott. A harmadik kislemez, a From Yesterday néhány hétig vezette a Hot Modern Rock Tracks listát. Az A Beautiful Lie csak néhány országban jelent meg, köztük Portugáliában, ahol a nyolcadik helyig jutott a listákon.
Miután az EMIvel való pereskedésük egy új szerződéssel véget ért, az együttes 2009. december 4-én megjelentette a harmadik albumát, a This Is War-t. Az album az amerikai listák élejére került: a Tastemaker Albums első helyét, az Alternative Albums és Digital Albums második helyét, a Rock Albums negyedik helyét és a Billboard 200 18. helyét szerezte meg. Első két kislemeze, a Kings and Queens és a This Is War az Alternative Songs élére került, a Rock Songs listán pedig a negyedik helyig jutott. A harmadik kislemez, a Closer to the Edge vezette a legtovább – nyolc egymás utáni héten – a UK Rock Chart listát 2010-ben. A Hurricane 2.0 jelent meg az album negyedik kislemezeként.
Negyedik stúdióalbumuk, a Love, Lust, Faith and Dreams, 2013 májusában jelent meg a Universal gondozásában, és több, mint tizenöt országban lett top 10-es, köztük az Egyesült Királyságban és az Egyesült Államokban.

## Albumok

### Stúdióalbumok
| Év                                                   | Az album adatai | Helyezések | Helyezések | Helyezések | Helyezések | Helyezések | Helyezések | Helyezések | Helyezések | Helyezések | Eladások                                                      | Minősítések |
| Év                                                   | Az album adatai | US         | AUS        | AUT        | FIN        | GER        | ITA        | NZL        | PRT        | UK         | Eladások                                                      | Minősítések |
| ---------------------------------------------------- | --- | ---------- | ---------- | ---------- | ---------- | ---------- | ---------- | ---------- | ---------- | ---------- | ------------------------------------------------------------- | --- |
| 2002                                                 | 30 Seconds to Mars - Megjelent: 2002. augusztus 27. - Kiadó: Immortal, Virgin - Formátum: CD, digitális letöltés                    | 107        | 89         | —          | —          | —          | —          | —          | —          | 136        | - Világ: 2 millió - USA: 121,000                              | |
| 2005                                                 | A Beautiful Lie - Megjelent: 2005. augusztus 30. - Kiadó: Immortal, Virgin - Formátum: CD, CD+DVD, LP, digitális letöltés           | 36         | 20         | 10         | 15         | 30         | 8          | 20         | 23         | 38         | - Világ: 4 millió - USA: 2 millió - ITA: 82,000 - UK: 300,000 | - USA: Platina - AUS:Arany - GER:Arany - ITA: Platina - UK:Arany                                                           |
| 2009                                                 | This Is War - Megjelent: 2009. december 4. - Kiadó: Virgin, EMI - Formátum: CD, CD+DVD, LP, digitális letöltés                      | 18         | 18         | 8          | 19         | 12         | 19         | 9          | 6          | 15         | - Világ: 4 millió - USA:500 000                               | - USA:Arany - AUS:Arany - AUT:Arany - BEL:2× Platina - GER: Platina - ITA:Arany - NZL:Arany - PRT:2× Platina - UK: Platina |
| 2013                                                 | Love, Lust, Faith and Dreams - Megjelent: 2013. május 21. - Kiadó: Virgin, Universal - Formátum: CD, CD+DVD, LP, digitális letöltés | 6          | 4          | 3          | 6          | 3          | 3          | 11         | 1          | 5          |                                                               | - PRT:2× Platina - IFPI AUT: Gold                                                                                          |
| a "—" a listás helyezést el nem ért albumokat jelöli | |            |            |            |            |            |            |            |            |            |                                                               | |

### Középlemezek
| 2007                                                      | AOL Sessions Undercover - Megjelent: 2007. március 13. - Kiadó: Virgin - Formátum: digitális letöltés                 | —  | —  | —  | —  | —  | —  | —   | — |
| 2008                                                      | To the Edge of the Earth - Megjelent: 2008. március 25. - Kiadó: Virgin - Formátum: CD+DVD                            | —  | —  | —  | —  | —  | —  | —   | — |
| 2011                                                      | MTV Unplugged: Thirty Seconds to Mars - Megjelent: 2011. augusztus 19. - Kiadó: Virgin - Formátum: digitális letöltés | 76 | 12 | 16 | 38 | 34 | 38 | 113 | 3 |
| a "—" a listás helyezést el nem ért középlemezeket jelöli | |    |    |    |    |    |    |     |   |

## Kislemezek
| Év                                                      | Cím                                     | Helyezések | Helyezések | Helyezések | Helyezések | Helyezések | Helyezések | Helyezések | Helyezések | Helyezések | Helyezések | Minősítések                 | Album                        |
| Év                                                      | Cím                                     | US         | US Alt.    | US Main.   | AUS        | AUT        | CAN        | GER        | NLD        | NZL        | UK         | Minősítések                 | Album                        |
| ------------------------------------------------------- | --------------------------------------- | ---------- | ---------- | ---------- | ---------- | ---------- | ---------- | ---------- | ---------- | ---------- | ---------- | --------------------------- | ---------------------------- |
| 2002                                                    | Capricorn (A Brand New Name)            | —          | —          | 31         | —          | —          | —          | —          | —          | —          | —          |                             | 30 Seconds to Mars           |
| 2003                                                    | Edge of the Earth                       | —          | —          | —          | —          | —          | —          | —          | —          | —          | —          |                             | 30 Seconds to Mars           |
| 2005                                                    | Attack                                  | —          | 22         | 38         | —          | —          | 82         | —          | —          | —          | 148        |                             | A Beautiful Lie              |
| 2006                                                    | The Kill                                | 65         | 3          | 14         | 20         | 39         | 1          | 36         | 51         | 22         | 28         |                             | A Beautiful Lie              |
| 2006                                                    | From Yesterday                          | 76         | 1          | 11         | 33         | 53         | 2          | 72         | 56         | 13         | 37         | - NZL: arany                | A Beautiful Lie              |
| 2007                                                    | A Beautiful Lie                         | —          | 37         | —          | —          | —          | 27         | 92         | —          | —          | —          |                             | A Beautiful Lie              |
| 2009                                                    | Kings and Queens                        | 82         | 1          | 4          | 67         | 35         | 70         | 39         | 50         | 14         | 28         | - NZL: arany                | This Is War                  |
| 2010                                                    | This Is War                             | 72         | 1          | 4          | —          | 73         | 67         | 79         | —          | —          | 51         |                             | This Is War                  |
| 2010                                                    | Closer to the Edge                      | 99         | 7          | 21         | 13         | 20         | —          | 26         | 88         | 21         | 44         | - AUS: platina - NZL: arany | This Is War                  |
| 2010                                                    | Hurricane 2.0 (közreműködik Kanye West) | —          | —          | —          | 67         | —          | —          | 45         | —          | —          | 124        |                             | This Is War                  |
| 2013                                                    | Up in the Air                           | 107        | 3          | 16         | 68         | 45         | —          | 47         | 49         | —          | 45         |                             | Love, Lust, Faith and Dreams |
| 2013                                                    | Do or Die                               | —          | —          | —          | —          | —          | —          | —          | —          | —          | —          |                             | Love, Lust, Faith and Dreams |
| a "—" a listás helyezést el nem ért kislemezeket jelöli |                                         |            |            |            |            |            |            |            |            |            |            |                             |                              |

### Promóciós kislemezek
| Év                                                      | Cím                                     | Helyezések | Helyezések | Helyezések | Helyezések | Album                        |
| Év                                                      | Cím                                     | US Alt.    | US Rock    | POL        | UK Rock]   | Album                        |
| ------------------------------------------------------- | --------------------------------------- | ---------- | ---------- | ---------- | ---------- | ---------------------------- |
| 2006                                                    | The Kill (akusztikus felvétel a VH1-on) | 34         | —          | —          | —          | albumon nem jelent meg       |
| 2008                                                    | The Story                               | —          | —          | —          | 8          | A Beautiful Lie              |
| 2010                                                    | Search and Destroy                      | —          | —          | 45         | —          | This Is War                  |
| 2011                                                    | Night of the Hunter                     | —          | 50         | —          | —          | This Is War                  |
| 2013                                                    | City of Angels                          | —          | —          | —          | 33         | Love, Lust, Faith and Dreams |
| a "—" a listás helyezést el nem ért felvételeket jelöli |                                         |            |            |            |            |                              |

## Egyéb szereplések
| Év   | Cím                                               | Megjegyzések |
| ---- | ------------------------------------------------- | --- |
| 2006 | Santa Through the Back Door                       | - Saját dal a Kevin & Bean's Super Christmas válogatáslemezen.                                                                       |
| 2007 | Stronger                                          | - Kanye West-feldolgozás; megjelent a Radio 1's Live Lounge – Volume 2 válogatáslemezen.                                             |
| 2008 | The Only One (a Thirty Seconds to Mars Remix 4-e) | - A The Cure dala; megjelent a Hypnagogic States középlemezen. A Thirty Seconds to Mars nem játszik benne, csak újrakeverték a dalt. |

## Egyéb listás dalok
| Év                                                      | Cím                            | Helyezések | Helyezések | Helyezések | Album                                 |
| Év                                                      | Cím                            | AUT        | PRT        | UK Rock    | Album                                 |
| ------------------------------------------------------- | ------------------------------ | ---------- | ---------- | ---------- | ------------------------------------- |
| 2008                                                    | Buddha for Mary                | —          | —          | 2          | 30 Seconds to Mars                    |
| 2008                                                    | Echelon                        | —          | —          | 9          | 30 Seconds to Mars                    |
| 2008                                                    | Fallen                         | —          | —          | 36         | 30 Seconds to Mars                    |
| 2008                                                    | Battle of One                  | —          | 27         | —          | A Beautiful Lie                       |
| 2008                                                    | Hunter                         | —          | 4          | —          | A Beautiful Lie                       |
| 2010                                                    | Hurricane                      | —          | —          | 39         | This Is War                           |
| 2010                                                    | Bad Romance                    | —          | —          | 11         | This Is War                           |
| 2010                                                    | Stronger                       | —          | —          | 34         | This Is War                           |
| 2011                                                    | Kings and Queens               | 38         | —          | —          | MTV Unplugged: Thirty Seconds to Mars |
| 2011                                                    | Where the Streets Have No Name | —          | 2          | —          | MTV Unplugged: Thirty Seconds to Mars |
| 2013                                                    | Conquistador                   | —          | —          | 24         | Love, Lust, Faith and Dreams          |
| a "—" a listás helyezést el nem ért felvételeket jelöli |                                |            |            |            |                                       |

## Videóklipek
| Év   | Cím                          | Rendező             |
| ---- | ---------------------------- | ------------------- |
| 2002 | Capricorn (A Brand New Name) | Paul Fedor          |
| 2003 | Edge of the Earth            | Kevin McCullough    |
| 2005 | Attack                       | Paul Fedor          |
| 2006 | The Kill                     | Bartholomew Cubbins |
| 2006 | From Yesterday               | Bartholomew Cubbins |
| 2008 | A Beautiful Lie              | Angakok Panipaq     |
| 2009 | Kings and Queens             | Bartholomew Cubbins |
| 2010 | Closer to the Edge           | Bartholomew Cubbins |
| 2010 | Hurricane                    | Bartholomew Cubbins |
| 2011 | This Is War                  | Édouard Salier      |
| 2013 | Up in the Air                | Bartholomew Cubbins |